# ヴァレンターノ
ヴァレンターノ（伊: Valentano）は、イタリア共和国ラツィオ州ヴィテルボ県にある、人口約2,800人の基礎自治体（コムーネ）。

## 地理

### 位置・広がり
ヴィテルボ県北西部のコムーネ。県都ヴィテルボから北西へ29kmの距離にある。

#### 隣接コムーネ
隣接するコムーネは以下の通り。括弧内のGRはグロッセート県所属を示す。
- カポディモンテ
- チェッレレ
- ファルネーゼ
- グラードリ
- イスキア・ディ・カストロ
- ラーテラ
- ピアンサーノ
- ピティリアーノ (GR)

### 気候分類・地震分類
ヴァレンターノにおけるイタリアの気候分類 (it) および度日は、zona E, 2375 GGである。
また、イタリアの地震リスク階級 (it) では、zona 2B (sismicità media) に分類される。

## 姉妹都市
- Haltwhistle、イギリス
- Saint-Méen-le-Grand、フランス

## 人物

### 著名な出身者
- パオロ・ルフィニ - 18-19世紀の数学者、哲学者、医者。